# یوسوکه آکیموتو
یوسوکه آکیموتو (انگلیسی: Yōsuke Akimoto; ۵ فوریهٔ ۱۹۴۴ – ) صداپیشه، و بازیگر اهل ژاپن بود.
از فیلم‌ها یا برنامه‌های تلویزیونی که وی در آن نقش داشته‌است می‌توان به پوکمون: بازگشت به حملات میوتو—تکاملی اشاره کرد.